# Monneville
Monneville är en kommun i departementet Oise i regionen Hauts-de-France i norra Frankrike. Kommunen ligger i kantonen Chaumont-en-Vexin som tillhör arrondissementet Beauvais. År 2022 hade Monneville 769 invånare.

## Befolkningsutveckling
Antalet invånare i kommunen Monneville
| Referens: INSEE |